# 大瀬町 (宮崎市)
大瀬町（おおぜまち）とは、宮崎県宮崎市内の地名。正式には「宮崎市大字大瀬町」の表記となる。北地域自治区に属している。郵便番号は880-0045(上畑地区のみ880-0345)。

## 地理
宮崎市の北西部、北地域自治区の東側に位置するに属する。大淀川支流の本庄川の合流部、本庄川左岸に位置する。低地は主に住宅街・農地となっているが、大部分では山林が広がる。
北を佐土原町西上那珂、北東を佐土原町東上那珂、東を大字瓜生野、大淀川を挟んで南を大字有田、西を東諸県郡国富町大字三名・大字木脇・大字岩知野、本庄川を挟んで大字糸原・大字金崎と接する。

## 地名の由来
本庄川と大淀川の二つの川が直線的にぶつかる所で、堤防が造られる前は「瀬」であったと思われる。大瀬は大きな瀬もしくは早い流れの瀬という意味であり、地名の由来に相当する。「おおせまち」ではなく、「おおぜまち」と音が濁る。また、地区内にある「宮崎市大瀬町」交差点の英語表記も「Miyazaki City Ozemachi」と濁音になっている。1899年（明治32年）の『日向案内記』に「柏田及び大瀬町は戸数多からされとも相応の商業ある市街なり」とあり、郡部ではあるが商業者が住んでいたので「まち」であった。

## 歴史
- 1889年5月1日 - 宮崎郡瓜生野村・東諸県郡倉岡村が発足。
- 1951年3月25日 - 宮崎市に編入。
- 2006年1月1日 - 旧瓜生野村・倉岡村域が北地域自治区となる。

## 世帯数と人口
2023年（令和5年）9月1日現在の世帯数と人口は以下の通りである。
| 町丁       | 世帯数  | 人口   |
| ---------- | ------- | ------ |
| 大字大瀬町 | 825世帯 | 1704人 |

## 小・中学校の学区
市立小・中学校に通う場合、学区は以下の通りとなる。
| 町名       | 小学校               | 中学校               |
| ---------- | -------------------- | -------------------- |
| 大字大瀬町 | 宮崎市立瓜生野小学校 | 宮崎市立宮崎北中学校 |

## 交通

### バス
宮交グループの運営するバスが営業している。

### 道路
- 東九州自動車道（通過のみ）
- 宮崎県道26号宮崎須木線
- 宮崎県道363号綾宮崎自転車道線
- 宮崎県道352号野首麓線

## 施設
- 宮崎市立宮崎北中学校
- エコグリーンプラザみやざき